# Андијски језици
Андијски језици су огранак породице сјевероисточних кавкаских језика. Заједно са аварским језиком чине већу језичку подгрупу Аваро-андијску групу језика, а са дидојским језиком  формирају Авар-андо-дидојску групу језика која је највећа подгрупа сјеверних кавкаских језика.

## Унутрашња подјела
Шулц је 2009. године је подијелио групу андијских језика на следећи начин:
- Андијски језик
- Ахвахско - тиндијска група језика
  - Ахвахски језик
  - Каратинско - тиндијска фрупа
    - Каратински језик
    - Ботлихско - тиндијска група језика
      - Ботлихски језик
      - Годеберински језик
      - Чамалалски језик
      - Багулалско-тиндијска група језика
        - Багулалски језик
        - Тиндијски језик